# Independence Cup 2017/18
Der Independence Cup 2017/18 war eine internationale Cricket-Tour zwischen Pakistan und einer Auswahl internationaler Spieler, die als World XI antrat. Die Tour, die Bestandteil der Internationalen Cricket-Saison 2017/18 war, umfasste drei Twenty20 und fand zwischen dem 12. und 15. September 2017 in Lahore statt. Pakistan gewann die Serie mit 2–1.

## Vorgeschichte
Am 21. August 2017 wurde bekannt, dass der Weltverband ICC versuchen wird internationales Cricket in Pakistan zu fördern. Dazu plante es eine Weltauswahl in das Land zu schicken um eine Twenty20-Serie in Lahore abzuhalten. Seit dem Angriff auf das Cricketteam Sri Lankas in Lahore in 2009 gab es nur noch vereinzelte Touren in das Land. Im Rahmen der Tour wurde erstmals wieder seit 2009 ein Referee des ICC in Pakistan eingesetzt. Für Pakistan war es die erste Tour der Saison.

## Stadien
Das folgende Stadion wurde für die Tour als Austragungsort vorgesehen und am 21. August 2017 bekanntgegeben.
| Stadion         | Stadt  | Kapazität | Spiele      |
| --------------- | ------ | --------- | ----------- |
| Gaddafi Stadium | Lahore | 60.000    | 1. – 3. T20 |

## Kaderlisten
Der Kader der World XI wurde am 24. August 2017 bekannt gegeben.
Pakistan benannte seinen Kader am 25. August 2017.
| Twenty20 | Twenty20 |
| Pakistan | World XI |
| --- | --- |
| - Sarfraz Ahmed (K, wk) - Aamer Yamin - Ahmed Shehzad - Babar Azam - Fahim Ashraf - Fakhar Zaman - Hasan Ali - Imad Wasim - Mohammad Amir - Mohammad Nawaz - Rumman Raees - Shadab Khan - Shoaib Malik - Sohail Khan - Umar Amin - Usman Shinwari | - Faf du Plessis (K) - Hashim Amla - Samuel Badree - George Bailey - Paul Collingwood - Ben Cutting - Grant Elliott - Tamim Iqbal - David Miller - Morné Morkel - Tim Paine (wk) - Thisara Perera - Imran Tahir - Darren Sammy |

## Twenty20 Internationals

### Erstes Twenty20 in Lahore
| 12. September Scorecard | Lahore | Pakistan 197-5 (20)          | – | World XI 177-7 (20) |
|                         |        | Pakistan gewinnt mit 20 Runs |   |                     |

### Zweites Twenty20 in Lahore
| 13. September Scorecard | Lahore | Pakistan 174-6 (20)            | – | World XI 175-3 (19.5) |
|                         |        | World XI gewinnt mit 7 Wickets |   |                       |

### Drittes Twenty20 in Lahore
| 15. September Scorecard | Lahore | Pakistan 183-4 (20)          | – | World XI 150-8 (20) |
|                         |        | Pakistan gewinnt mit 33 Runs |   |                     |

## Einordnung
Die Serie wurde als wichtiger Schritt zur Normalisierung des pakistanischen Crickets gesehen. Nachdem im März die Pakistan Super League 2016/17 das Finale ebenfalls in Lahore abgehalten hatte, war dies nun das zweite Event innerhalb eines Jahres was ohne größere Zwischenfälle abgehalten werden konnte. Um die Sicherheit zu gewährleisten, wurden bis zu 20.000 Sicherheitskräfte aufgeboten. Auch war es für einige Spieler der pakistanischen Mannschaft das erste Mal, dass sie auf pakistanischem Boden ein internationales Spiel bestritten.